# 클루브 리베르타드

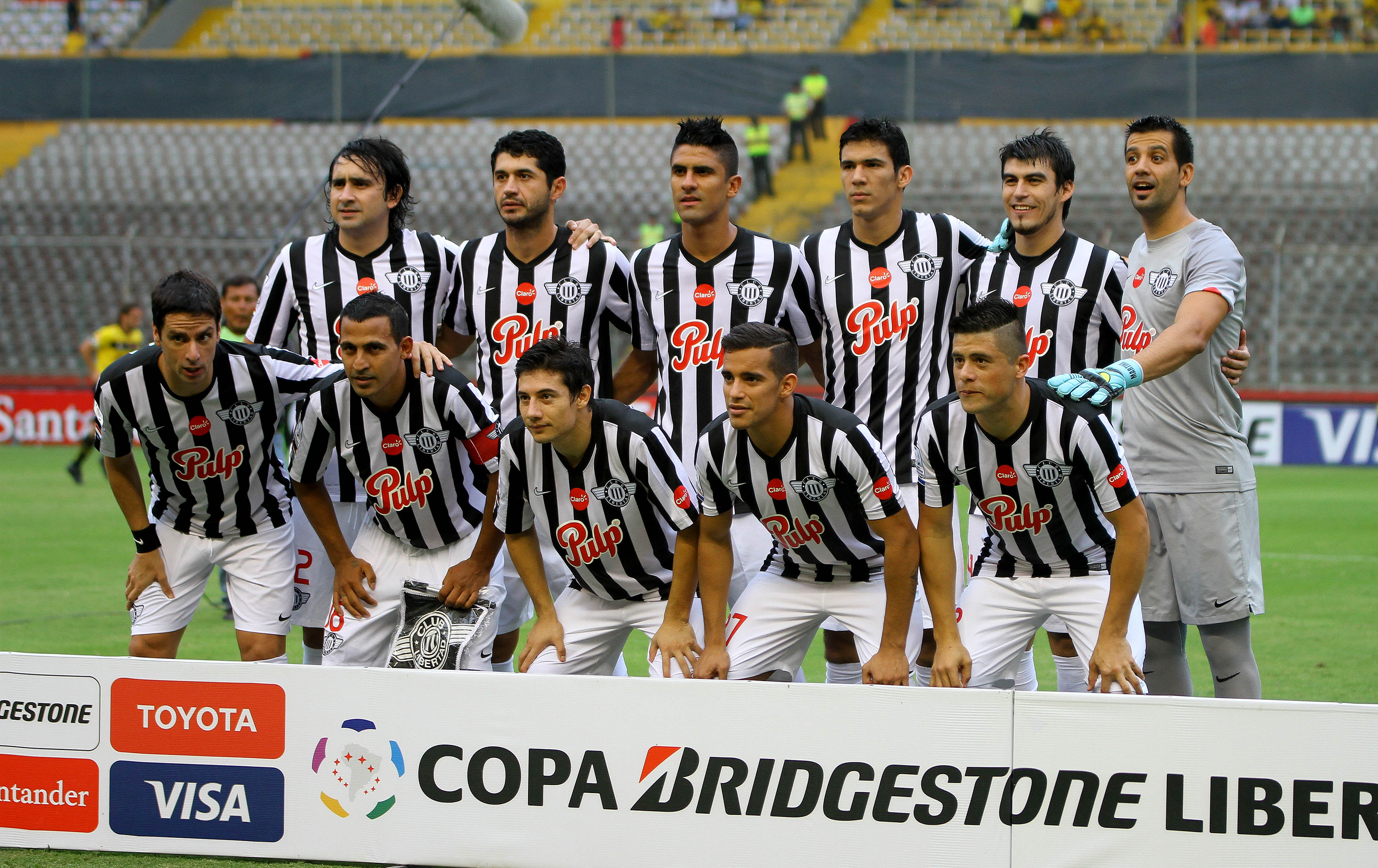

클루브 리베르타드(Club Libertad)는 파라과이의 수도 아순시온의 축구 클럽이다. 1905년 창단하였다.

## 선수 명단

### 현역
참고: FIFA 자격 규정에 따라 소속된 국가대표팀 국기를 표시합니다. 선수는 복수의 FIFA 비회원국 국적을 가지고 있을 수 있습니다.
| 번호 | 포지션 | 국적       | 이름              |
| ---- | ------ | ---------- | ----------------- |
| 7    | FW     | 파라과이   | 오스카르 카르도소 |
| 16   | DF     | 베네수엘라 | 토마스 구티에레즈 |

| 번호 | 포지션 | 국적 | 이름 |
| ---- | ------ | ---- | ---- |

## 역대 감독
| 감독                     | 임기      |
| ------------------------ | --------- |
| 마누엘 플레이타스 솔리치 | 1943~1944 |
| 루이스 쿠비야            | 2000      |
| 아리엘 갈레아노          |           |
| 호세 차모트              | 2019      |
| 라몬 디아스              | 2020      |